# Biernes sprog
Biernes sprog er overraskende kompliceret. Biens antenner virker som kemoreceptorer, dvs. som vores lugtesans. Men da antennerne sidder et stykke fra hinanden kan bierne retningsbestemme en lugt, antennerne benyttes også til at føle små trykforskelle, f.eks. til når bierne kommunikerer via bevægelser. Biens øjne er som hos alle andre insekter sammensatte. De kan ikke afstandsbedømme eller se rødt lys, men kan til gengæld se ultraviolet lys. Mange blomster har smukke ultraviolette mønstre til at lokke bierne til deres nektar.
En stor del af biernes kommunikation foregår via dufte – feromoner, som bierne udsender via kirtler på bagkroppen og spreder ved at svirre med vingerne.
Specielt dronningen benytter sig af feromoner til at holde alle arbejderbierne under kontrol. Men også vibrationer, lyde og mønstre benyttes til kommunikation mellem bierne. Mest speciel er indsamlerbiernes måde at dirigere kolleger til gode indsamlingssteder. Indsamlerbierne benytter en helt standardiseret dans til at kommunikere koordinater og afstande med. Biernes dans kaldes svansedansen. 

## Svansedansen
En indsamlerbi, der har fundet et godt indsamlingssted for nektar, pollen eller vand kan kommunikere både afstanden fra boet og kompasretningen i forhold til solen. Dansen udføres som et løb i en ottetalsformet bane. I midten af banen udføres svanseløbet, hvor bien svinger hele kroppen fra side til side og svirrer med vingerne. Svansedansen udføres på de lodrette tavler inde i bikuben. Vinklen som svanseløbet udføres i, i forhold til lodret, svarer meget nøjagtigt til kompasretningen i forhold til solen hen til indsamlingsstedet. Varigheden af svanseløbet midt i 8-tallet angiver afstanden til indsamlingsstedet. Interesserede indsamlerbier flokkes om den kommunikerende bi. Indsamlerbierne udstøder små korte Uh!-lyde, der får den dansende bi til at stoppe op og uddele smagsprøver. Der vil samtidig være flere bier der danser i et stade. 
Dansen bruges også af en bisværm til a finde et egnet bo. Her danses på sværmens overflade, hvor den er let at iagttage.
Biernes solkompas er meget nøjagtigt. Indsamlerbierne skal ud over at decifrere svansedansen også korrigere svanseløbets vinkel, da solens bane over himlen har ændret sig i forhold til tidspunktet hvor den dansende bi indsamlede. Bierne har dertil et indre ur der passer med ca. et kvarters nøjagtighed. Den dansende bi korrigerer rent faktisk sin dans derefter. 
I totalt overskyet vejr, hvor solen ikke er til at se er det kun de gamle erfarne bier, der indsamler. De flyver efter landemærker i stedet for efter solen. Ved let overskyet vejr kan bierne udnytte en sans, der gør dem i stand til at se polariseret lys, dvs. de kan se lysets retning og derudfra beregne hvor solen står på himlen.
Skal bierne signalere, at det interessante sted med fx nye blomster er lige i nærheden, bruger de en cirkeldans i stedet. Retningen har da ingen betydning.